# Paul-Albert Kausch
Paul-Albert Peter Kausch (3. březen, 1911 – 27. říjen, 2001) byl německý důstojník Waffen-SS v hodnosti SS-Obersturmbannführer a zároveň držitel rytířského kříže železného kříže.

## Mládí a počátky druhé světové války
Paul-Albert Kausch se narodil 3. března roku 1911 ve městě Jädersdorf v Pomořansku jako syn důstojníka, který padl v první světové válce roku 1914. Poté, co vystudoval státní učiliště v Postupimi nastoupil na tělovýchovnou fakultu v Berlíně.
V červnu roku 1933 však vstupuje do SS a je přidělen ke Leibstandarte-SS. Poté se přihlásí na důstojnickou školu SS (SS-Junkerschule) v dolnosaském Braunschweigu.
Na začátku války se v roce 1940 účastní vojenského tažení ve Francii, kde získává oba stupně železného kříže. Následně je však v listopadu téhož roku převelen ke 5. tankové divizi SS „Wiking“, kde slouží jako pobočník velitele divize SS-Obergruppenführera Felixe Steinera.
Od srpna roku 1941 až do počátku ledna roku 1942 slouží v hodnosti SS-Hauptsturmführer (kapitán) jako velitel 1. oddílu z 5. dělostřeleckého pluku divize Wiking. Poté je 4. ledna roku povýšen na SS-Sturmbannführera (major).

## Východní fronta
V února roku 1943 je Kausch pověřěn organizací SS-Panzer-Abteilung 11 "Nordland" (později známé jako "Hermann von Salza").
O Vánocích roku 1943 je Kausch odvelen na východní frontu, kde bojuje se svojí tankovou jednotkou po boku 502. těžkého pancéřového oddílu Wehrmachtu pod velením poručíka Otto Cariuse na předměstí města Narva. Zde se podařilo odrazit silný sovětský útok, i když velké množství tankistů bylo převedeno k pěchotě. Tímto vítězstvím se podařilo utvořit předmostí na Narvu. Velkou měrou za to může i SS-Oberscharführer Philipp Wild, který byl za tento čin vyznamenán rytířským křížem. Po 5 měsících akcí u města Narva je Kausch povýšen do hodnosti SS-Obersturmbannführer (podplukovník).

### Získání rytířského kříže
V červenci roku 1944 je Kausch jmenován velitelem bojové skupiny (Kampfgruppe) pro oblast bažin kolem Lipsustrasse, kde se nacházely i zbytky 11. ženijního praporu a jeho bývalí tankisté převedení k pěchotě. Pouze s malým počtem mužů se Kausch snaží udržet linii, ale sovětské jednotky prorazí skrz 11. ženijní prapor a jsou blízko Kauschovy velitelské pozice.
Pouze s ručními granáty, puškou StG44, ale bez vojenského pláště a čepice začne Kausch bojovat společně se svojí malou jednotkou. Poté Kausch nechá stáhnout své muže a nechá navést dělostřeleckou palbu na své vlastní pozice. Krátco poté přijede pro Kausche obrněný transportér a odveze jej do bezpečí. Za tuto akci je dne 23. srpna roku 1944 SS-Obersturmbannführer Kausch vyznamenán Rytířským křížem.
Poté, co se Kausch stáhuje pryč z bažin, tak se dále účastní bojů v Kurónsku a za nedlouho je raněn. Polní nemocnici v Tallinnu však zanedlouho opouští a znovu se připojuje ke své jednotce. V říjnu roku 1944 začnou být německé jednotky evakuovány přes Baltské moře a vrací se do říše, avšak 1. rota zůstává v Kurónsku až do února roku 1945.

## Shrnutí vojenské kariéry

### Data povýšení
- SS-Mann – 15. října 1933
- SS-Rottenführer – 1. prosince 1933
- SS-Unterscharführer – 1. června 1935
- SS-Scharführer – 9. listopadu 1935
- SS-Untersturmführer – 30. dubna 1936
- SS-Obersturmführer – 20. dubna 1938
- SS-Hauptsturmführer – 20. dubna 1939
- SS-Sturmbannführer – 4. ledna 1942
- SS-Obersturmbannführer – 21. června 1944

### Významná vyznamenání
- Rytířský kříž Železného kříže – 23. srpen, 1944
- Dubové ratolesti k rytířskému kříži železného kříže – 23. duben, 1945
- Železný kříž II. třídy – 4. srpen, 1940
- Železný kříž I. třídy – 1. říjen, 1940
- Medaile za východní frontu – 15. září, 1942
- Útočný odznak pěchoty ve stříbře
- Odznak za zranění v černém
- Finský kříž svobody III. třídy – 22. říjen, 1942
- Sudetská pamětní medaile
- Medaile za Anschluss
- Totenkopfring
- Čestná dýka Reichsführera SS